# Eumerus argenteus
Eumerus argenteus är en tvåvingeart som beskrevs av Walker 1852. Eumerus argenteus ingår i släktet månblomflugor, och familjen blomflugor. Inga underarter finns listade i Catalogue of Life.